# Gordon Morison
Gordon Alexander Morison (Indiana, 27 aprile 1930 – 20 luglio 2000) è stato un illustratore e grafico statunitense.
Fu uno dei più importanti artisti della principale fabbrica mondiale di flipper, la D. Gottlieb & Co.
Morison raccolse l'eredità degli altri grandi artisti che lo avevano preceduto, quali Roy Parker (dal 1947 al 1965) e Art Stenholm (dal 1965 al 1970), realizzando sia la grafica delle vetrate frontali (backglass), sia quella del piano di gioco (playfield). 
Reduce dalla guerra in Corea, Morison iniziò a lavorare per la Advertising Posters, ditta che si occupava di grafica pubblicitaria, e che forniva alla fabbrica di flipper Gottlieb le serigrafie per i piani di gioco (playfield). Al principio degli anni '70, dopo la scomparsa dell'artista Roy Parker e dopo l'uscita del successore Art Stenholm, Morison iniziò la sua collaborazione con la Gottlieb (restando però formalmente dipendente della Advertising Posters), realizzando il suo primo flipper: Galaxie (noto in Europa come 2001), uscito nel gennaio del 1971. Gordon Morison ebbe il monopolio della produzione artistica della fabbrica di Chicago durante tutto il decennio, lavorando con il grande game designer Ed Krynski, con il quale costituì un formidabile team creativo che portò alla realizzazione di ben 137 flipper, ultimo dei quali fu Asteroid Annie & the Aliens, del dicembre 1980.
Di immediata riconoscibilità, il tratto di Gordon Morison è chiaramente ispirato alla grafica dei fumetti americani, ma deve molto anche all'Art déco europea, influenza probabilmente legata alle sue asserite origini canadesi. Un notevole esempio di questa originale fusione di stili lo abbiamo nella vetrata del flipper Drop-a-Card del novembre 1971, dove il tema ricorrente delle carte da gioco è trattato in modo fumettistico ed ironico; le carte più importanti (Re, Regina, Jack) si trasformano in persone "reali" dai volti espressivi, che giocano tra loro una partita a poker, ma attenzione: mentre il Jack sorprende la bellissima Regina mostrandole un poker d'assi, l'astuto Re ne approfitta per barare, estraendo una carta dalla manica. Dal punto di vista grafico, le geometrie tradizionali degli abiti vengono abilmente sfruttate a scopo decorativo, con risultati davvero straordinari. Lo stesso logo recante il nome del flipper diviene l'occasione per un esercizio di purissima Art Deco. La grafica del piano di gioco, caratterizzata da geometrie eleganti ed essenziali, rispecchia adeguatamente lo stile decorativo della vetrata. 
I temi più ricorrenti trattati da Morison nei flipper sono gli svaghi e gli sport; le carte da gioco, il biliardo, il bowling, il surf, ma anche i mondi leggendari, come il vecchio West, l'Oriente misterioso, lo Spazio cosmico. Morison si distingue soprattutto per il modo di rappresentare belle ragazze sorridenti, dai capelli fluenti e dalle curve generose, ma sempre con stile ed eleganza, rifuggendo ogni volgarità. L'artista ci trasporta in un mondo fantastico e gradevole, dove trionfano la bellezza e la gioia di vivere, espresse attraverso l'uso sapiente dei colori primari. Ottimi esempi sono la bionda Regina delle carte (dal generoso décolleté) nella vetrata del già citato Drop-a-Card, l'entusiasta giocatrice di bowling di Ten-Up, le allegre ed improbabili odalische di Flying Carpet.
Si dice che alcune delle bellezze raffigurate da Morison nei flipper siano ritratti di ragazze reali frequentate nella sua vita privata; ad esempio, il vero nome ("Sue") della fanciulla spaziale rappresentata nella vetrata del flipper Buck Rogers del gennaio 1980 è nascosto nelle decorazioni del suo elegantissimo top. Altri elementi ricorrenti nei disegni di Morison sono come già ricordato la rappresentazione fantasiosa delle carte da gioco in forma di persone "reali", gli elementi grafici a colori alternati utilizzati per le ambientazioni in mondi fantastici, ispirati allo stile psichedelico di quegli anni, ed il dito puntato da uno dei personaggi come per indicare qualcosa che si trova fuori dall'immagine, elemento che trae forse ispirazione da alcuni capolavori di Leonardo da Vinci, come La Vergine delle Rocce conservata al Louvre.
Gordon Morison assieme ad Ed Krynski realizzò durante gli anni '70 molti flipper rimasti dei classici del loro genere, ispirati ai temi più diversi, tra i quali si possono ricordare almeno: Aquarius, Atlantis, Buccaneer, Drop-a-card, El Dorado, Flying Carpet, Galaxie, High Hand, Jungle King, Lawman, Royal Flush, Sinbad, Sky Jump, Sure Shot, Ten-Up, Top Card.
Negli anni '80 Gordon Morison realizzò soltanto 5 flipper: The Amazing Spiderman, Circus, Counterforce, Star Race e il già citato Asteroid Annie & the Aliens del dicembre 1980, ultimo flipper realizzato per la Gottlieb. 
Lasciata la Gottlieb all'inizio degli anni '80, Morison lavorò per la concorrente Stern, sebbene nella loro produzione non sia stato accreditato per la realizzazione di alcun flipper. Morison fu in seguito un artista molto prolifico e restò attivo nel campo delle illustrazioni, della pubblicità e dei fumetti (realizzò tra l'altro diversi numeri di Slimer, un buffo personaggio per ragazzi ispirato al fortunato film Ghostbusters), lavorando come disegnatore freelance fino all'età di 70 anni, restando al tavolo da disegno anche per 60-80 ore alla settimana. 
Gordon Morison scomparve per una grave malattia polmonare nel luglio del 2000, poche settimane dopo il suo secondo matrimonio. Alcuni mesi dopo, alla Pinball Expo di Chicago del 2000 il Dott. Keith Egging, suo caro amico, venne chiamato per commemorarlo: lo descrisse affettuosamente come uno spirito libero, di carattere schivo ma di grande sensibilità, un eterno teen ager che amava i fumetti, i giochi, i cartoon, lo stile dell'Antico Egitto, i mostri, gli alieni e gli animali fantastici, che riempivano anche la sua originalissima abitazione; che si entusiasmava per le nuove possibilità offerte alla grafica dall'uso del personal computer, che già utilizzava per il suo lavoro, ma che avrebbe desiderato conoscere più a fondo. 
Il Dr. Egging ricorda che Gordon Morison teneva il proprio lavoro in grande considerazione, e che secondo lui ciò che conferiva un'"anima" all'arte profusa nei suoi flipper era l'ispirazione all'Art Deco, unita (aggiungiamo noi) ad una ricchissima e gioiosa fantasia.
La grande arte di Gordon Morison vive ancora oggi nelle sue bellissime "macchine", divenute autentici oggetti di "culto" per i collezionisti di tutto il mondo. 